# تورولا
تورولا (به لاتین: Turowola) یک منطقهٔ مسکونی در لهستان است که در Gmina Puchaczów واقع شده‌است.